# 奄美大島手話
奄美大島手話（あまみおおしましゅわ）または古仁屋手話（こにやしゅわ）は、日本の鹿児島県奄美大島で用いられる村落手話である。古仁屋地域においては、先天性難聴の発生率が高く、少数の家族に偏在して発症する傾向がある。複雑な地形がゆえに、これらの家族は互いに隔絶されていることから、奄美大島手話は島全体で語彙の極めて大きな地理的多様性があり、単一の言語とはいえない程の内部差異がある。